# Tailly (Ardennes)
Tailly település Franciaországban, Ardennes megyében. Lakosainak száma 179 fő (2022. január 1.). Tailly Bayonville, Landres-et-Saint-Georges, Nouart, Aincreville, Bantheville, Beauclair, Montigny-devant-Sassey, Villers-devant-Dun és Buzancy községekkel határos.

## Népesség
A település népessége az elmúlt években az alábbi módon változott:
| Lakosok száma | 129  | 235  | 193  | 186  | 172  | 174  | 174  | 174  | 174  | 179  |
|               | 1968 | 1982 | 1990 | 2006 | 2013 | 2015 | 2017 | 2019 | 2020 | 2022 |